# La Muerta
La Muerta est un site archéologique maya situé au nord du Guatemala, dans le département du Petén, entre les sites d'El Mirador et d'El Tintal. Il est situé sur un promontoire à 3,5 km au sud du complexe du Tigre d'El Mirador, et est considéré comme un satellite de cette cité et fut habitée durant la période classique. Le site a été massivement pillé.

## Liens
- El Mirador
- El Tintal